# Кондрашова, Наталья Михайловна
Ната́лья Миха́йловна Кондрашо́ва (укр. Наталія Михайлівна Кондрашова; род. 11 августа 1956) — украинский государственный деятель, председатель Печерской районной в г. Киеве государственной администрации (с 18 мая 2020 года).

## Биография
Начала трудовой путь лаборантом: в 1973—1974 годах в киевской средней школе № 51, а в 1974—1975 годах — в Украинском научно-исследовательском институте целлюлозной и бумажной промышленности. В 1975—1981 годах работала экономистом на опытном заводе Института автоматики.
С 1982 года работала в органах власти. В 1982—1988 годах — старший инженер отдела плановой комиссии Киевского исполкома, в 1988—1990 годах — старший специалист отдела промышленности главного планово-экономического управления исполкома Киевского горсовета.
С 1990 года занимала ряд должностей в руководстве Печерским районом города Киева. В 1990—1992 годах — главный специалист отдела комплексного и социального развития района Печерского исполкома; в 1992—1996 годах — главный специалист, заведующий отделом по содействию малым предприятиям и предпринимательству Печерской районной государственной администрации, исполкома Печерского райсовета; в 1996—2010 годах — начальник управления экономики, государственный регистратор, заместитель председателя Печерской районной государственной администрации; в 2010—2013 годах — заместитель председателя Печерской районной в г. Киеве государственной администрации.
В 2013—2019 годах работала в Департаменте промышленности и развития предпринимательства исполкома Киевского горсовета (КГГА), была начальником управления регуляторной политики и предпринимательства, заместителем, исполняющим обязанности директора департамента. В 2019—2020 годах работала начальником отдела координации деятельности Госархстройинспекции и Аттестационной архитектурно-строительной комиссии  в Департаменте градостроительства, архитектуры и планирования территорий Министерства развития общин и территорий Украины.
18 мая 2020 года назначена председателем Печерской районной в г. Киеве государственной администрации.
С 1994 года руководит общественной организацией «Союз женщин Печерского района г. Киева». 

### Образование
- 1980 — Киевский технологический институт лёгкой промышленности, специальность: экономика и организация промышленности, квалификация: инженер-экономист;
- 1999 — Киевский национальный университет им. Т. Шевченко, специальность: правоведение, квалификация: специалист права.

## Семья
- муж — Александр Григорьевич (24 ноября 1953) — пенсионер;
  - сын — Дмитрий Александрович (4 октября 1978).